# Hardicsa
Hardicsa (szlovákul: Zemplínske Hradište) község Szlovákiában, a Kassai kerület Tőketerebesi járásában.

## Fekvése
Tőketerebestől 5 km-re délre, a Trnavka partján fekszik.

## Története
A régészeti leletek tanúsága szerint a község területén már a korai kőkorszakban is éltek emberek. A bükki kultúra i. e. 4700 és 4000 között itt élt népe már földműveléssel is foglalkozott. A Várdombon kőkori cserépmaradványok és bronzkori emlékek is kerültek elő. A község határában a tiszapolgári kultúra i. e. 3250 és 3000 közötti emlékeit, és az i. e. 2700-2300 közötti kerámia leleteket is találtak. A leleteket a tőketerebesi Zempléni Múzeumban őrzik.
A Várdomb területén már a 11–13. század közötti időszakban kisebb erődítmény állt. A mai települést 1328-ban, az egri káptalan oklevelében említik először. A Drugethek terebesi uradalmához tartozott, akik Károly Róbert királytól kapták adományként. A 16. században a krími tatárok elpusztították, 1566-ban mint elpusztult falut említik, ahol 6 lakatlan ház állt és 4 zsellércsalád élt. 1582-ben 5 és fél porta után fizetett adót. A század végén Drugeth János és Széchy György voltak a földesurai. 1600-ban 25 lakóház állt a faluban, egy évvel később 11 lakott és 5 lakatlan ház mellett 16 zsellérház állt itt. 1715-ben csak 15 háztartás található a településen, 1787-ben azonban 106 házában már 659 ember élt.
A 18. század végén Vályi András így ír róla: „HARDITSA. Tót falu Zemplén Várm. földes Urai több Uraságok, lakosai elegyesek, fekszik Terebeshez közel, térséges határja 3 nyomásbéli, gabonát, és árpát terem, szénával bővelkedik, erdője, szőleje nints, piatza Kassán, és Újhelyben.”
1828-ban 154 házában 1136 lakos volt. A 19. században az Almássy, Bernáth és Szirmay családok birtokolták, később az Andrássy család is szerez itt birtokot.
Fényes Elek 1851-ben kiadott geográfiai szótárában így ír a faluról: „Hardicsa, magyar-orosz falu, Zemplén vmegyében, Tőke-Terebeshez délre 1/2 órányira: 73 római, 305 g. kath., 738 ref., 16 zsidó lak. görög kath. és ref. anyatemplomok; 741 hold első osztálybeli szántóföldekkel, sok réttel. A terebesi urad. tartozik; ut. p. Velejte.”
Borovszky Samu monográfiasorozatának Zemplén vármegyét tárgyaló része szerint: „Hardicsa, ondavavölgyi kisközség 215 házzal és 1187 lakossal, kik túlnyomó számban magyarok és reformátusok. A körjegyzőség székhelye. Van saját postája; távírója Tőketerebes, vasúti állomása Upor. Az ősi Hardicsai család névadó birtoka volt. Az 1598-iki összeírásban Homonnay György van említve birtokosául, a XVI. század végén és a XVII. század elején pedig Széchy György. A terebesi, vagyis a páricsi vár uradalmához tartozott, melyre 1637-ben Drugeth János kapott kir. adományt. Későbbi urai az Almásy, Bernáth, Bárczy és a gróf Andrássy családok és most a gróf Andrássy-féle hitbizományhoz tartozik, melynek haszonélvezője gróf Andrássy Sándor. 1872-ben majdnem az egész község leégett, 1898-ban pedig több mint 100 lakóház pusztult el. Két temploma közül a református 1801-ben, a gör. kath. 1796-ban épült. Ide tartozik Szücspatak-tanya, Omlás pásztorlak és Molyva-tanya, mely utóbbi helyen gróf Andrássy Sándornak kiváló marha- és lótenyésztése van.”
1920-ig Zemplén vármegye Gálszécsi járásához tartozott.

## Népessége
| Év:            | 1994. | 2004.   | 2014.   | 2024.   |
| -------------- | ----- | ------- | ------- | ------- |
| Emberek száma: | 1166  | 1150    | 1136    | 1084    |
| Eltérés:       |       | -1,37 % | -1,21 % | -4,57 % |

| Év:            | 2023. | 2024.   |
| -------------- | ----- | ------- |
| Emberek száma: | 1099  | 1084    |
| Eltérés:       |       | -1,36 % |

1880-ban 1015-en lakták, ebből 638 magyar, 357 szlovák anyanyelvű és 20 csecsemő.
1890-ben 1077 lakosából 586 magyar és 427 szlovák anyanyelvű volt.
1900-ban 1187-en lakták: 787 magyar, 388 szlovák, 6 ruszin és 6 egyéb anyanyelvű.
1910-ben 1228 lakosából 914 magyar és 267 szlovák anyanyelvű.
1921-ben 1281 lakosából 544 magyar és 329 csehszlovák volt.
1930-ban 1239-en lakták, ebből 573 csehszlovák és 547 magyar.
1991-ben 1224 lakosából 1150 szlovák és 71 magyar.
2001-ben 1201 lakosából 1117 szlovák és 67 magyar volt.
2011-ben 1154 lakosából 1055 szlovák és 55 magyar.

## Híres emberek
- Itt született 1938. december 13-án Kulcsár Tibor költő, műfordító.

## Nevezetességei
- Szűz Mária tiszteletére szentelt, görögkatolikus temploma 1796-ban épült barokk-klasszicista stílusban. Ikonosztáza a 20. század elején készült.
- Református temploma 1801-ben épült, sokszögletű tornya 1887-ben készült hozzá.